# ماكسيمو سانتوس
ماكسيمو سانتوس (بالإسبانية: Máximo Santos) (و. 1847 – 1889 م) هو جندي، وسياسي من الأوروغواي .
شغل منصب رئيس الأوروغواي للفترة من 1882 إلى 1886 ثم فترة قصيرة من العام 1886.